# 卡塔赫纳大学
卡塔赫纳大学（西班牙語：Universidad de Cartagena）是一所公立的、男女共学、研究性大学，位于玻利瓦尔省卡塔赫纳，学校设有本科和研究生，以及2个博士学位。
卡塔赫纳大学是哥伦比亚大学协会的一员，同时也是伊比利亚美洲大学协会的一员。